# The New Saints FC
The New Saints FC is een Welshe voetbalclub die uitkomt in de Welsh Premier League. Het stadion van de club staat echter in het Engelse Oswestry. De huidige naam van de club stamt uit het jaar 2006, daarvoor heette de club TNS. Deze afkorting stond voor de toenmalige hoofdsponsor van TNS, Total Network Solutions.

## Geschiedenis
De club werd in 1959 opgericht als Llansantffraid FC en komt uit het kleine dorpje Llansantffraid-ym-Mechain (1000 inwoners). Zijn eerste ervaringen in het competitievoetbal deed de ploeg op in de Montgomeryshire Amateur Football League (toen het vierde niveau in het competitiesysteem in Wales) en won dat kampioenschap zeven keer. Na afloop van het seizoen 1989/90 werd de club geselecteerd om te spelen in de Central Wales League (tegenwoordig de Mid-Wales League), maar wist al snel te promoveren naar de Cymru Alliance na het behalen van de tweede plaats in het eerste seizoen. In het seizoen 1992/93 werd de ploeg kampioen en won het de Welsh Intermediate Cup (voorheen de Welsh Amateur Cup).
In 1996 won Llansantffraid de Welsh Cup en kwalificeerde het zich voor het eerst voor de Europa Cup II. In datzelfde jaar tekende de club een contract ter waarde van £ 250.000 met het computerbedrijf Total Network Solutions uit Oswestry, waardoor de naam van de sponsor aan de clubnaam werd verbonden. Als Total Network Solutions Llansantffraid FC werd er gespeeld tegen de Poolse bekerwinnaar Ruch Chorzow. In de thuiswedstrijd leverde dat een respectabele 1-1 op, maar in Polen ging TNS met 5-0 onderuit. Europese thuiswedstrijden speelt de ploeg veelal in de stadions van Newtown AFC of Wrexham AFC omdat het eigen stadion niet voldoet aan de regels van de UEFA (voor de ontmoeting met Manchester City in 2003 speelde de ploeg overigens in het Millennium Stadium in Cardiff, dat plaats biedt aan 72.000 toeschouwers).
In 1997 veranderde de club zijn naam in Total Network Solutions FC. Dit was de eerste keer dat een club in het Verenigd Koninkrijk haar naam volledig aangepaste aan die van de hoofdsponsor. Ten gevolge van de degradatie van concurrent Barry Town in 2003 is de ploeg inmiddels ook de enige club in Wales die fulltime voetballers in dienst heeft. In dat jaar saneerde TNS ook met het financieel zwakke Oswestry Town (hoewel dit een club uit Engeland is speelde ze in een Welsh competitie), na goedkeuring van de aandeelhouders van Oswestry, de Football Association Of Wales en de UEFA.
Hoewel Barry Town wegviel en een samenwerking met Oswestry werd begonnen lukte het de ploeg in het seizoen 2003/04 niet prijzen te pakken. In de competitie moest het Rhyl FC voor zich laten en ook de finale van de nationale beker werd van die club verloren. Het seizoen erop nam TNS revanche door beide prijzen wel te pakken. Ook 2005/06 verliep voorspoedig. Opnieuw werd de titel behaald. Daarnaast werd voor het eerst in elf jaar ook de League of Wales Cup veroverd. In datzelfde voetbaljaar trof TNS titelhouder Liverpool FC in de eerste kwalificatieronde van de Champions League. De eerste wedstrijd op Anfield eindigde in een 3-0-overwinning voor Liverpool, door drie goals van Steven Gerrard. De return in Wrexham eindigde in eenzelfde stand voor The Reds. Weer scoorde Gerrard tweemaal. In die wedstrijd trof ook Djibril Cissé doel. De jonge keeper Gerard Doherty van TNS ontving echter veel positieve reacties, omdat hij een grotere score wist te voorkomen.
Op 30 december 2016 namen de New Saints het wereldrecord van meest achter elkaar gewonnen zeges van Ajax over: ze boekten hun 27ste zege op rij, 0–2 bij Cefn Druids AFC. Ajax kwam in de Cruijff-tijd in het seizoen 1971-1972 tot 26 overwinningen. In maart 2024 nam Al-Hilal het record over nadat ze hun 28e officiële wedstrijd op rij wonnen.

## Erelijst
- League of Wales kampioen in 2000, 2005, 2006, 2007, 2010, 2012, 2013, 2014, 2015, 2016, 2017, 2018, 2019, 2022, 2023, 2024, 2025
- Welsh Cup winnaar in 1996, 2005, 2012, 2014, 2015, 2016; finalist in 2001, 2004, 2017
- Welsh League Cup winnaar in 1995, 2006, 2009, 2010, 2011, 2015, 2016, 2017, 2018; finalist in 2013
- Welsh Intermediate Cup winnaar in 1993
- Cymru Alliance League kampioen in 1993

## The New Saints FC in Europa
The New Saints FC speelt sinds 1996 in diverse Europese competities. Hieronder staan de competities en in welke seizoenen de club deelnam:
Champions League (18x)
2000/01, 2005/06, 2006/07, 2007/08, 2010/11, 2012/13, 2013/14, 2014/15, 2015/16, 2016/17, 2017/18, 2018/19, 2019/2020, 2022/23, 2022/23, 2023/24, 2024/25, 2025/26
Europa League (7x)
2009/10, 2010/11, 2011/12, 2018/19, 2019/20, 2020/21, 2024/25
Conference League (5x)
2021/22, 2022/23, 2023/24, 2024/25, 2025/26
Europacup II (1x)
1996/97
UEFA Cup (5x)
2001/02, 2002/03, 2003/04, 2004/05, 2008/09